# Квадрос, Стивен
Стивен Куадрос (англ. Stephen Quadros; род. 9 ноября 1952, Санта-Круз, Калифорния, США) — американский актёр кино и телевидения, эксперт по боевым искусствам, а также спортивный комментатор боёв MMA..

## Биография
Стивен Куадрос родился 9 ноября 1952 года в городе Санта-Круз, штат Калифорния, США.
С 1970-х активно занимался боевыми искусствами. В 1993-1999 годах был редактором журнала «Kickboxing Ring Report», затем в 1999-2002 вёл собственную колонку под названием «Fightsport» в журнале «Black Belt». В 2000-2003 годах комментировал бои Pride FC.
Ставил трюки для голливудских боевиков «Сквозные ранения» (2001) и «От колыбели до могилы» (2003).

## Фильмография
| Год  |   | Русское название                     | Оригинальное название         | Роль                         |
| ---- | - | ------------------------------------ | ----------------------------- | ---------------------------- |
| 1989 | с | Сослан на планету Земля              | Hard Time on Planet Earth     | Ларри                        |
| 1989 | ф | Доктор Калигари                      | Dr. Caligari                  | Пугало                       |
| 1990 | ф | Ветер демонов                        | Demon Wind                    | Чак                          |
| 1991 | ф | Взвод вампиров                       | The Lost Platoon              | Уокер, солдат-вампир         |
| 1992 | ф | ЦРУ: Операция «Алекса»               | CIA Code Name: Alexa          | Макс Малер, брат антагониста |
| 1992 | ф | Пирожки тётушки Ли с мясной начинкой | Auntie Lee’s Meat Pies        | Боб Эванс                    |
| 1994 | с | Она написала убийство                | Murder, She Wrote             | Аксель Дорси                 |
| 1996 | с | Клан                                 | Kindred: The Embraced         | вампир из клана Бруджа       |
| 1997 | с | Крутой Уокер: Правосудие по-техасски | Walker, Texas Ranger          | капрал Джон Уэсли Маклейн    |
| 2003 | ф | От колыбели до могилы                | Cradle 2 the Grave            | Вогель, тюремный надзиратель |
| 2004 | с | C.S.I.: Место преступления Майами    | CSI: Miami                    | уборщик Уэйн Делрой          |
| 2004 | с | Без следа                            | Without a Trace               | Рэй Логан                    |
| 2004 | ф | Последняя гонка                      | The Last Run                  | владелец ломбарда            |
| 2005 | с | 4исла                                | Numb3rs                       | беглый преступник Лэнс Долан |
| 2016 | ф | Никогда не сдавайся 3                | Never Back Down: No Surrender | Мэтти Рамос                  |
| 2019 | с | Слишком стар, чтобы умереть молодым  | Too Old to Die Young          | Куинн                        |